# مجمل فصیحی
مجمل فصیحی اثر فصیح خوافی کتابی در تاریخ عمومی از زمان هبوط آدم تا وقایع سال ۸۴۵ ه‍.ق است. نویسنده مطالب را با انتخاب از کتاب‌های گذشته و یادداشت‌برداری از رویدادهای روزگار خود گردآوری و آن را به شاهرخ تیموری تقدیم کرده است. نویسنده رویدادها را به کوتاه‌ترین شکل درضمن وقایع هر سال نگاشته است. کتاب دارای نثری ساده همراه با اشعاری عربی و فارسی است.